# Chinandega (departament)
Chinandega – jeden z 15 departamentów Nikaragui, położony w północno-zachodniej części kraju, na wybrzeżu pacyficznym, przy granicy z Hondurasem.
Ośrodkiem administracyjnym jest miasto Chinandega (97,4 tys. mieszk.), w który mieszka ponad 1/4 ludności departamentu. Inne ważne ośrodki miejskie departamentu Chinandega: El Viejo (33,6 tys.), Chichigalpa (28,8 tys.). Znajduje się tutaj główny port morski kraju Corinto.
Departament Chinandega to ważny ośrodek uprawy bawełny i trzciny cukrowej.

## Gminy (municipios)
1. Chichigalpa
2. Chinandega
3. Cinco Pinos
4. Corinto
5. El Realejo
6. El Viejo
7. Posoltega
8. Puerto Morazán
9. San Francisco del Norte
10. San Pedro del Norte
11. Santo Tomás del Norte
12. Somotillo
13. Villanueva